# Дифосфид рутения
Дифосфид рутения — бинарное неорганическое соединение
рутения и фосфора
с формулой RuP2,
кристаллы.

## Получение
- Сплавление стехиометрических количеств чистых веществ:

{\displaystyle {\mathsf {Ru+2P\ {\xrightarrow {650^{o}C}}\ RuP_{2}}}}

## Физические свойства
Дифосфид рутения образует кристаллы
ромбической сингонии, пространственная группа P nnm, параметры ячейки a = 0,5115 нм, b = 0,5888 нм, c = 0,2870 нм, Z = 2,
структура типа дисульфида железа FeS2
.
Проявляет полупроводниковые свойства .

## Химические свойства
- Соединение разлагается температуре при 950°C [1].

{\displaystyle {\mathsf {RuP_{2}\ {\xrightarrow {950^{o}C}}\ RuP+P\uparrow }}}